# Samojlenko
Samojlenko (in russo Самойленко?) è un chutor della Russia europea, situato nell'Oblast' di Voronež.